# Iris Rystedt
Iris Josefina Rystedt, född 28 augusti 1876 i Stockholm, död 17 december 1958 i Höör, var en svensk  målare.
Hon var dotter till hovkamreren Fridolf Melcher Rystedt och Hilma Åberg. Rystedt studerade vid Konstakademien 1899–1905 och ställde därefter ut separat på ett flertal platser i Västmanland. Omkring 1915 bosatte hon sig i Höör. Hennes konst består av blomsterstilleben, porträtt och landskapsmålningar. 